# شن لی
شن لی (انگلیسی: Shen Li؛ زادهٔ ۱۴ مهٔ ۱۹۶۹) بازیکن بسکتبال زن اهل چین بود. وی در بازی‌های المپیک تابستانی ۱۹۹۶ شرکت کرده‌است.